# الذنبة (قرية)

تعديل مصدري - تعديل

الذنبة هي إحدى قرى مديرية ماوية بمحافظة تعز اليمنية، بلغ تعداد سكانها 
1872 نسمة حسب التعداد السكاني في اليمن في 2004.